# زنبق أبيض

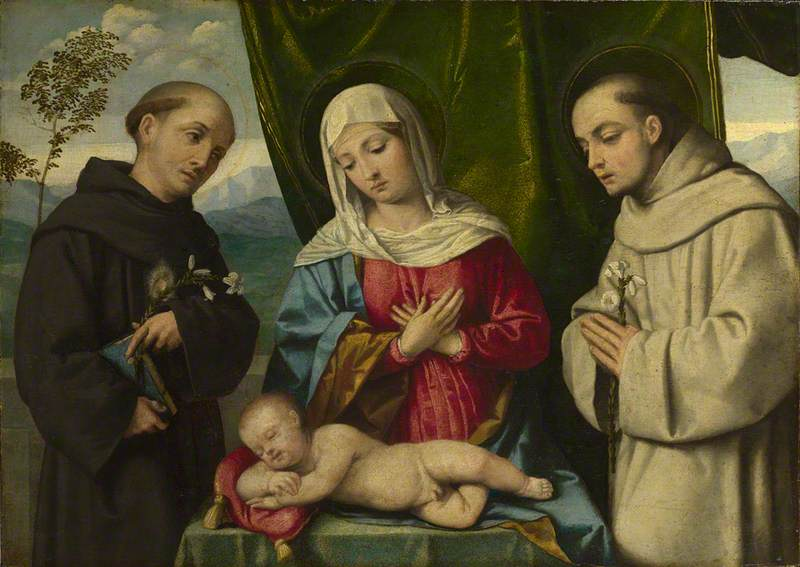
مادونا والطفل مع القديسين أنطونيو اللشبوني ونيكولاس تولينتينو. كلا القديسين يحملان زنابق بيضاء ترمز إلى حياتهما العفيفة.

الزنبق الأبيض  أو سوسن أو سوسن أبيض أو سوسن آزاد أو رازقي أو زنبق أو هوبر (الاسم العلمي: Lilium candidum) هو نوع نباتي ينتمي إلى جنس الزنبق من الفصيلة الزنبقية.

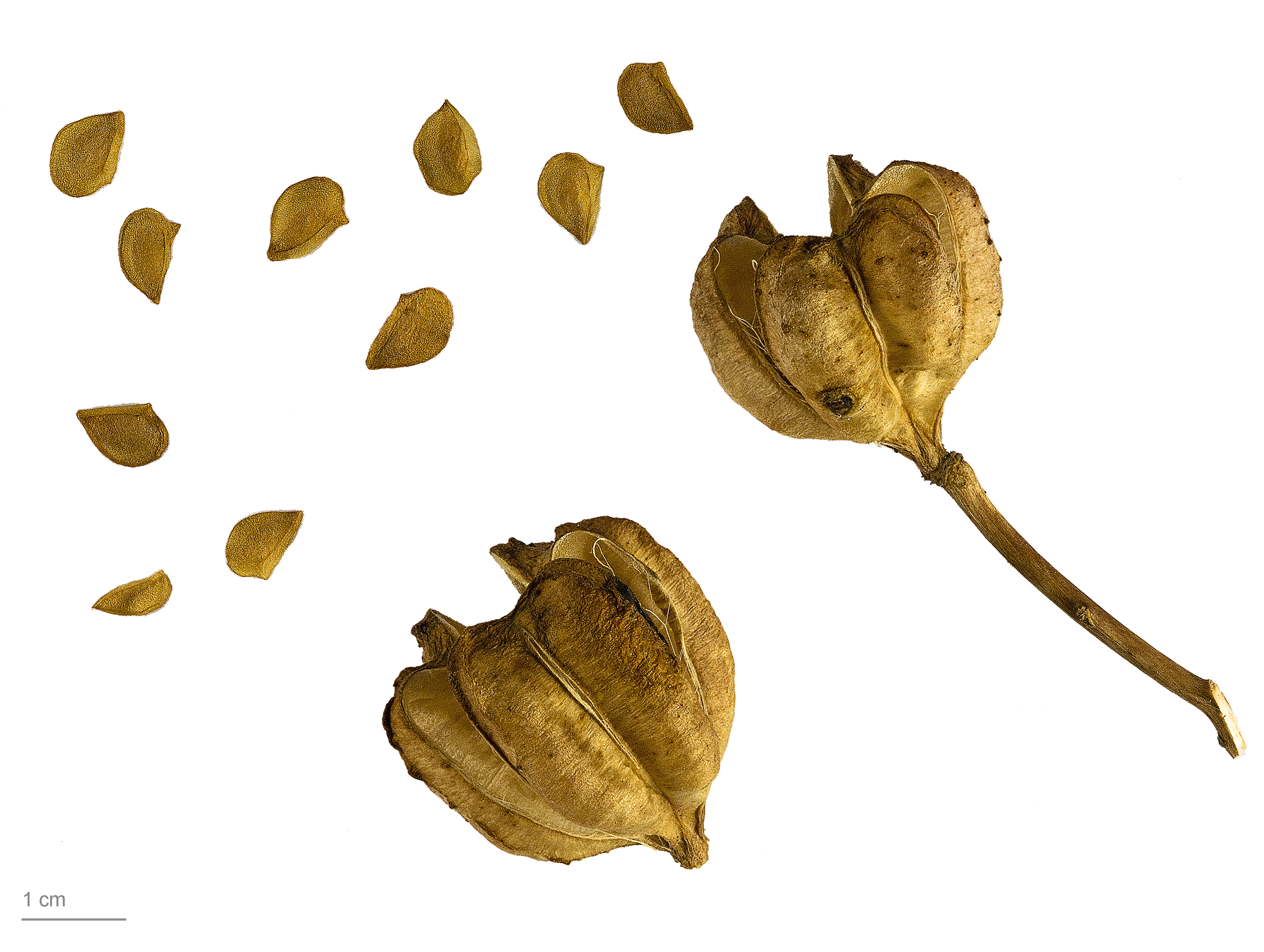
الزنبق الأبيض

## الموئل والانتشار
موطنه بلاد الشام وتركيا واليونان والبلقان. يوجد أيضًا في المغرب العربي وبعض مناطق جنوب أوروبا والقوقاز ولكن لا يعرف إن كان أصيلًا في هذه المناطق.

## مرادفات للاسم العلمي
- (باللاتينية: Lilium album Houtt.)
- (باللاتينية: Lilium peregrinum Mill.)
- (باللاتينية: Lilium striatum Baker, des. inval.)
- (باللاتينية: Lilium candidum subsp. peregrinum (Mill.) Baker)
- (باللاتينية: Lilium candidum var. aureomarginatum Elwes)
- (باللاتينية: Lilium candidum var. cernuum Weston)
- (باللاتينية: Lilium candidum var. monstruosum H. Vilm.)
- (باللاتينية: Lilium candidum var. peregrinum (Mill.) Pers.)
- (باللاتينية: Lilium candidum var. plenum Weston)
- (باللاتينية: Lilium candidum var. purpureostriatum Souillet)
- (باللاتينية: Lilium candidum var. purpureum Weston)
- (باللاتينية: Lilium candidum var. rubrolineatum H. Vilm.)
- (باللاتينية: Lilium candidum var. salonikae Stoker)
- (باللاتينية: Lilium candidum var. striatum Baker)
- (باللاتينية: Lilium candidum var. variegatum Loudon)
- (باللاتينية: Lilium candidum f. peregrinum (Mill.) Voss)
- (باللاتينية: Lilium candidum f. striatum (Baker) Voss)